# Luíz Henrique Dias dos Santos
Luíz Henrique Dias dos Santos Junior (* 28. Mai 1992) ist ein brasilianischer Badmintonspieler. 

## Karriere
Luíz dos Santos wurde 2010 jeweils Neunter bei der Panamerikameisterschaft und den Brazil International. 2011 belegte er Platz drei bei den Carebaco International. Bei den Panamerikanischen Spielen 2011 reichte es dagegen nur zu Platz neun im Doppel und Platz 17 im Einzel.

## Sportliche Erfolge
| Saison | Veranstaltung           | Disziplin    | Platz | Name                            |
| ------ | ----------------------- | ------------ | ----- | ------------------------------- |
| 2010   | Panamerikameisterschaft | Mixed        | 9     | Luíz dos Santos / Claudia Low   |
| 2010   | Brazil International    | Herrendoppel | 9     | Luíz dos Santos / Daniel Paiola |
| 2011   | Carebaco International  | Herrendoppel | 3     | Luíz dos Santos / Alex Tjong    |
| 2011   | Morocco International   | Herrendoppel | 5     | Luíz dos Santos / Alex Tjong    |
| 2011   | Guatemala International | Herrendoppel | 5     | Luíz dos Santos / Alex Tjong    |
| 2011   | Brazil International    | Herrendoppel | 5     | Luíz dos Santos / Alex Tjong    |
| 2011   | Panamerikanische Spiele | Herrendoppel | 9     | Luíz dos Santos / Alex Tjong    |
| 2011   | Panamerikanische Spiele | Herreneinzel | 17    | Luíz dos Santos                 |
| 2011   | Mexico International    | Herrendoppel | 2     | Luíz dos Santos / Alex Tjong    |